# 4972 Pachelbel
4972 Pachelbel este un asteroid din centura principală, descoperit pe 23 octombrie 1989 de Freimut Börngen.